# Disposable Heroes
 (septembre 2008).
Si vous disposez d'ouvrages ou d'articles de référence ou si vous connaissez des sites web de qualité traitant du thème abordé ici, merci de compléter l'article en donnant les références utiles à sa vérifiabilité et en les liant à la section « Notes et références ».
Disposable Heroes est la 5e piste du 3e album du groupe Metallica, Master of Puppets, sorti en mars 1986 et dure 8 min 35 s, soit l'une des plus longues chansons de l'album avec Master of Puppets et l'instrumental Orion.
Ce titre parle de la guerre, ses horreurs et ses conséquences, la manipulation, l’État qui envoie ses jeunes se faire tuer. Disposable Heroes raconte plus particulièrement l'histoire d'un gosse qui a grandi dans un environnement militaire. Il est envoyé à la guerre et le jour où l'armée ne peut plus rien en tirer, elle appelle sa famille et elle leur dit : « on vous le rend, c'est un légume, il ne nous sert plus à rien ».
La chanson en elle-même est l'une des plus intenses et énergiques de l'album avec Battery et Damage, Inc.
Disposable Heroes a été jouée en concert quelques fois pendant la tournée de Metallica en 2007 mais en 2008 elle fut très rarement interprétée.
En 2006, à l'occasion des 20 ans de l'album Master of Puppets, tout l'album a été joué en concert, y compris Disposable Heroes.